# 술루주
술루주(영어: Province of Sulu)는 필리핀 무슬림 민다나오 자치구에 속한 주로 주도는 홀로이며 인구는 824,731명(2015년 기준), 면적은 2,135.3 km2이다. 술루 제도 중부에 위치하며 바실란주와 타위타위주 사이에 접한다.

## 역사
술루주는 바실란주(바실란섬)에서 남쪽으로 칼리만탄섬까지를 그 영역으로 하고 있었지만, 남부 타위타위 제도가 타위타위주로 분리, 신설되었다.

## 지리
북쪽으로 술루해, 남쪽으로 술라웨시해의 사이에 있다.

## 사람

### 민족과 언어
비록 무슬림과 혼합된 사회를 이루고 있지만, 타우수그족이 술루 제도를 지배하고 있다. 타우수그족은 필리핀들 중에서 종교와 생활양식으로 이슬람을 포용한 최초의 주민들이다. 그들은 ‘물결의 사람들’로 언급되고 있으며, 이것은 그들이 바다와 가깝게 있음을 나타내 주는 말이다. 타우수그어는 술루주의 지방표준어이며, 술루 제도 전반에 걸쳐 이 말이 통용되고 있다. 그 외의 다른 지방어로는 토착어인 바하사 사마어가 있으며, 이것은 다양한 음색과 액센트로 사용된다. 이러한 다양함으로 시나마 방언으로 발전되었다.

### 종교
술루의 다수를 차지하는 종교는 약 97%를 차지하는 이슬람교이며, 기독교를 신봉하는 사람들은 2.6%를 차지한다. 술루 무슬림 인구의 대다수는 샤피이의 전통을 따르는 수니파이며, 따라서 아랍과 페르시아, 인도 무슬림, 중국 무슬림, 말라카 선교사들로부터 14세기부터 교육을 받아왔다.

## 주의
팔라완주, 타위타위주 등과 함께 열대성 말라리아 발생 지역이므로 감염에 조심하여야 한다. 또한 이 지역도 무장단체 괴한들이 활동하고 있는 매우 위험한 지역이므로 이 지역에도 여행 금지 경보가 내려졌다.

## 같이 보기
- 모로족
- 모로 이슬람 해방전선
- 술루 술탄국
- 모로 민족해방전선